# Gastrophysa
Gastrophysa es un género de escarabajos de la familia Chrysomelidae. En 1837 Chevrolat describió el género. Es de distribución holártica. Se alimentan de Polygonaceae.

## Especies
Estas especies pertenecen a Gastrophysa:
- Gastrophysa analis (Reitter, 1890) g
- Gastrophysa atrocyanea Motschulsky g
- Gastrophysa cyanea F. E. Melsheimer, 1847 i c g b
- Gastrophysa dissimilis (Say, 1824) i c g b
- Gastrophysa formosa (Say, 1824) i c g b
- Gastrophysa janthina Suffrian, 1851 g
- Gastrophysa polygoni (Linnaeus, 1758) i c g b
- Gastrophysa unicolor (Marsham, 1802) g
- Gastrophysa viridula (De Geer, 1775) g

Data sources: i = ITIS, c = Catalogue of Life, g = GBIF, b = Bugguide.net